# Monts Matobo
 (juin 2025).
Les monts Matobo (ou parfois monts Matopos) sont une chaîne de montagne du Zimbabwe, au sud de la ville de Bulawayo. Les monts Matobo abritent un des plus importants gisements de traces, outils mais surtout art rupestre, datant de l'âge de la pierre en Afrique australe.

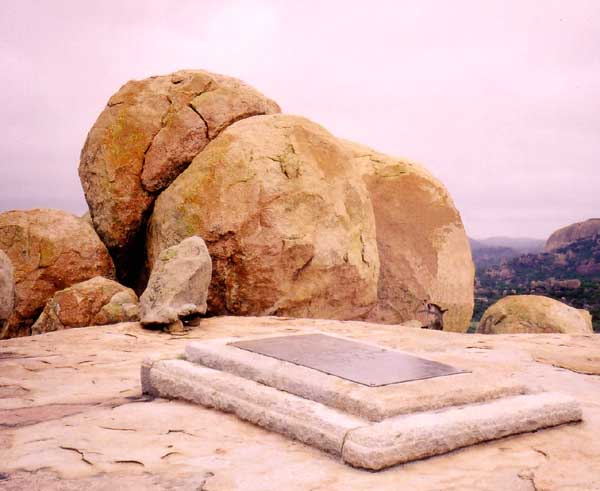
Tombe de Cecil Rhodes.

L'homme politique et homme d'affaires britannique Cecil Rhodes, fondateur notamment de la Rhodésie (ancien nom du Zimbabwe), fut enterré en 1902 en ces lieux à sa propre demande, au sommet de la colline Malindidzimu (colline des esprits) également appelé World’s View (« vue du monde »). Les sépultures de Leander Starr Jameson, d'Allan Wilson et des membres de la patrouille de la Shangani, tués durant la première guerre ndébélé, ainsi que de Charles Coghlan, premier premier ministre de Rhodésie du Sud, sont situés à proximité.
Le parc national de Matobo fut établi sur une partie du massif en 1926. Appelé alors Rhodes Matopos National Park, il fut  rebaptisé au début des années 1980 en Matobo National Park. Les monts Matobo sont inscrits sur la liste du patrimoine mondial de l'UNESCO depuis 2003, en grande partie pour la qualité des peintures rupestres, dont celles de Pomongwe.
Le culte de Mwari, centré dans la région des monts Matobo, remonte probablement à l’âge du fer, et compte parmi les traditions divinatoires les plus puissantes du sud de l’Afrique.[réf. nécessaire]